# Música subjetiva
En función del papel que desempeña la música en el lenguaje sonoro, podemos encontrar tres tipos de música:
- la objetiva
- la música subjetiva
- la descriptiva

No hay que perder de vista que, una misma composición musical, dependiendo del mensaje final, puede desempeñar cualquier de los tres roles.
En el ámbito de la comunicación sonora, la música subjetiva es aquella música utilizada para dar intensidad dramática a una comunicación. La música refuerza su papel emotivo (expresión de sentimientos y estados de ánimo).
- Datos: Q6036577